# Grube Aurora (Haiger)

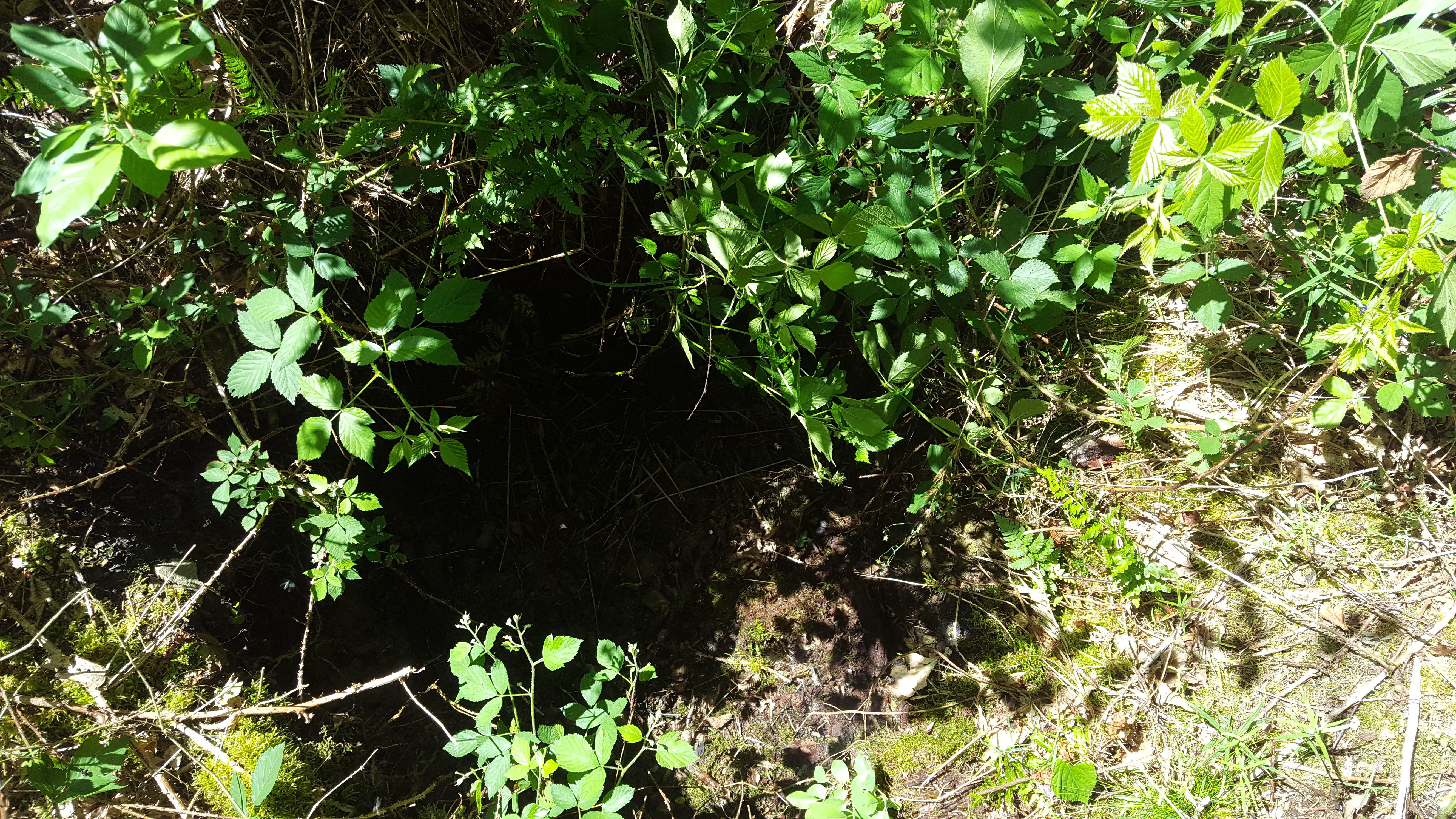
Ein kleiner Tagesbruch der Grube Aurora bei Niederroßbach

Die Grube Aurora (auch Goldkaute genannt) war ein Bergwerk bei Niederroßbach (Gemeinde Haiger) im Lahn-Dill-Kreis. Abgebaut wurde Blei, Kupfer und Silber.
Anfänglich wurde wohl Erz im Tagebau gewonnen, wovon auch heute noch sichtbare Pingen zeugen.
Becher widmet in seinem Werk Mineralogische Beschreibung der Oranien-Nassauischen Lande: nebst einer Geschichte des Siegenschen Hütten- und Hammerwesens diesem Bergwerk einen kurzen Bericht. Er erwähnt dabei gelegentlich die Alten, Bergleute in früherer Zeit, welche bereits hier abbauten. So lag ebenfalls bei Niederroßbach um 1558 die Grube St.David, welche vermutlich mit der Grube Aurora identisch ist. Die Alten sollen damals auf der Suche nach Silber einen Stollen von 30 Lachter Teufe in einer Schlucht getrieben haben und auf drei Gangmittel gestoßen sein.
1757 wurde ein über 490 Lachter langer (tiefer) Stollen am Rommel angelegt, der aber aufgrund der Festigkeit des Gesteins nur langsam vorwärts getrieben werden konnte. Wohl daher wurde 1780 ein neuer mittlerer Stollen gegraben, wodurch sechs bisher unbekannte Gangmittel entdeckt wurden, aber auch, dass schon die Alten bereits tiefer gegraben hatten. In einem dieser Erzgänge wurden in kurzer Zeit 200 Zentner Fahl- und Bleierze, wo von jene 8 Loth Silber im Zentner hielten gefördert.
Der obere Stollen hatte eine Länge von 60 Lachter, der mittlere von 110 Lachter.
Die Grube stand noch einige Jahre in Förderung, nachdem der tiefe Stollen den Hauptgang, welcher 5 Gangmittel mit je ca. 10–15 Lachter Länge und 3 Fuß Mächtigkeit aufwies, erreichte. Ein 9 Lachter tiefer Blindschacht wurde vom tiefen Stollen aus getrieben, erreichte aber wohl nie abbauwürdige Gesteinsschichten.

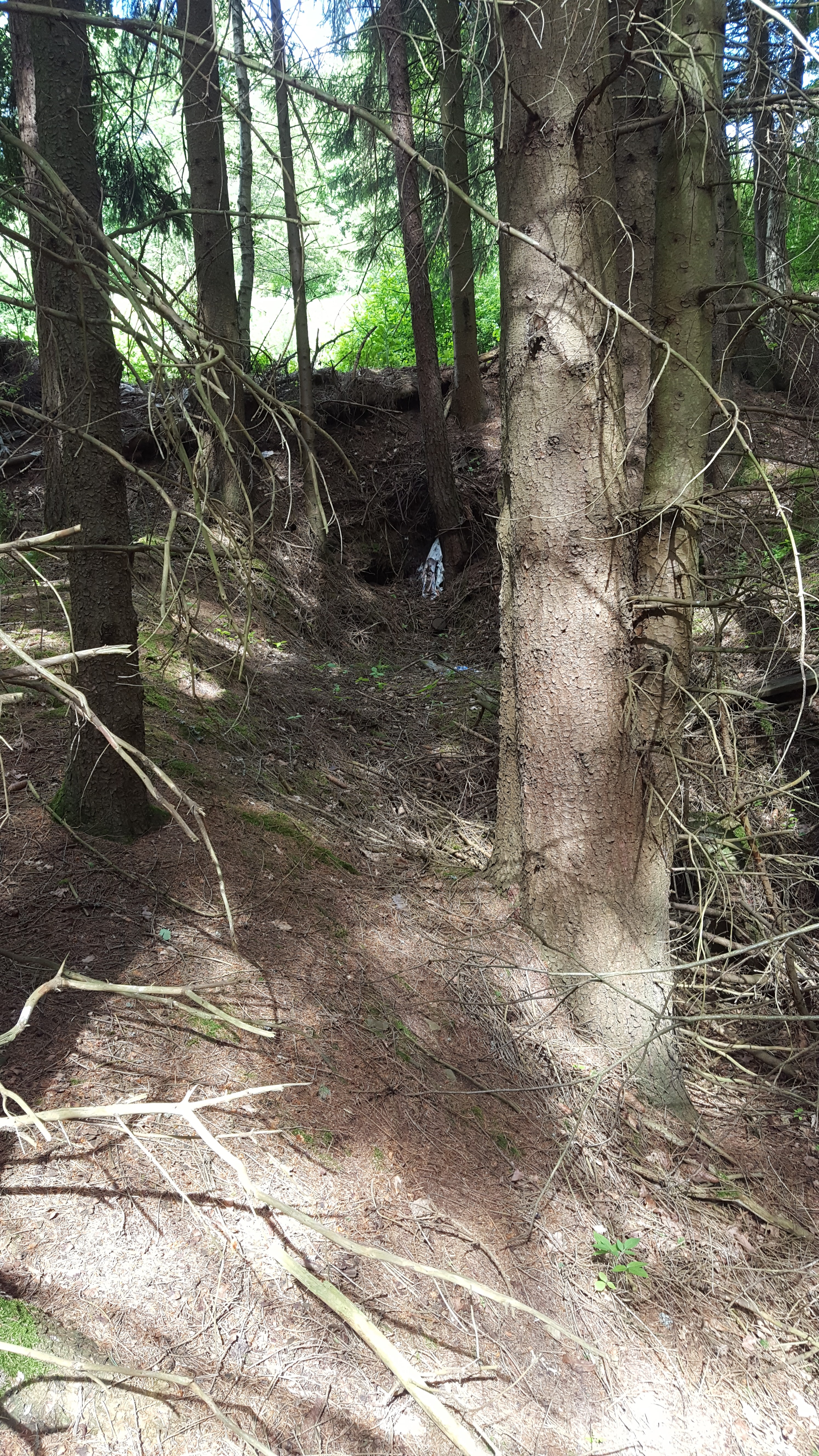
Mögliches, verbrochenes Stollenmundloch der Grube Aurora bei Niederroßbach

Ernst Frohwein berichtet zur Aurora, dass sie 1771 in einem Quartal auf den Kux 1 Florin Zubuße erforderte und verweist auf den Oranisch-nassauischen Kalender von 1772. Weiter schreibt er, dass dort auf vier, meist stark zerklüfteten Erzgängen abgebaut worden sei. Folgend ein Auszug aus seinem Bericht:
...hat auf folgenden 4 Gängen gebaut: dem in St. 6 4/8 streichenden, mit 58 Grad südlich einfallenden, bis 0,9 m mächtigen Hauptgang, welcher Bleiglanz und Kupferkies mit Fahlerz und Zinkblende führt, dem 37 m in weit im Hangenden liegenden, in St. 6 2/8 streichenden, mit 70 Grad südlichem Hinfallen aufsetzenden Trieschtrumm, stellenweise bis 1,3 m mächtig und Bleiglanz mit Fahlerz führend, dort 17 m weit im Liegenden des Hauptganges gelegenen, in St. 6 1/8 streichenden, mit 58 Grad südlich einfallenden Kiestrumm, 0,3 m mächtig und wenig Bleiglanz und Fahlerz, jedoch mehr Kupfer- und Schwefelkies führend, und dem noch 3 m weiter im Liegen den in St. 6 2/8 mit 50 Grad südlichen Einfallen aufsetzenden, schwachen und wenig Blei- und Fahlerz führenden vierten Gange. Diese Gänge führen sämtlich Quarz, Letten und Grauwackenbruchstücke als Gangarten, setzen im Thonschiefer und in der Grauwacke, zum Theil auch im Alaimschiefer, also in den Coblenzschichten auf und sind meist sehr zerklüftet. Der Hauptgang ist auf eine Länge von 350 m und bis zu 77 m Teufe mit 6 bauwürdigen Mitteln von ungefähr 100 m Gesammtlänge aufgeschlossen welche bei einer bis zu 0,9 m steigenden Mächtigkeit Blei- und Fahlerze führend, bis zur tiefen Stollensohle abgebaut wurden. Das Trieschtrumm hatte in dem 170 m langen und 60 m tiefen Aufschluss ein 40 m langes bauwürdiges Mittel, welches ebenfalls über dem tiefen Stollen abgebaut wurde. Das Kiestrumm wurde in 2 Erzmitteln von 16 bis 20 m Gesammtlänge bis über den mittleren Stollen abgebaut, während der vierte Gang noch nicht genügend aufgeschlossen worden ist. Ausgezeichnet schöne Stufen mit grossen Fahlerzkrystallen wurden in der Grube Aurora gefunden.
Der Straßenname Aurorastraße in Niederroßbach erinnert, wie auch die alten Halden, an die einstige Grube.
Zu Beginn der 1960er Jahre wurde versucht, auf dem ehemaligen Grubengelände, einen Sportplatz anzulegen. Das Vorhaben wurde aufgrund der Kosten zum Bewegen des Haldenmaterials aufgegeben. Die größere ebene Fläche vor dem Haldengebiet zeugt noch davon.